# 阿拉斯加·帕卡德·戴維森
阿拉斯加‧帕卡德‧戴維森（Alaska Packard Davidson，1868年3月1日—1934年7月16日）是美國執法人員，她以聯邦調查局第一位女探員的身分而廣為人知。

## 個人經歷
1868年3月1日，戴維森誕生於美國俄亥俄州的沃倫。父母是華倫和瑪莉‧伊莉莎白·杜德‧帕卡德（Warren and Mary Elizabeth Doud Packard）。她的兩個兄弟，詹姆斯·沃德·帕卡德和威廉‧杜德‧帕卡德，是帕卡德公司的創辦人。帕卡德是一間生產汽車的企業，後來被斯圖貝克車廠收購。
關於她的私生活並無太多紀錄，目前我們所知的就只有她在公立學校讀了三年的書、沒有大學學歷，以及她其實育有一子，名叫 Esther，於1902年過世。她有過兩段婚姻，第一次是在1893年與埃弗瑞安·B·麥克隆結婚。而在1910和1920, 美國人口普查局登記她的配偶名為詹姆斯·B·戴維森。到了1930，她的婚姻狀況紀錄為「喪偶」。
戴維森於1934年7月16日過世，享年66歲。

## 就職於聯邦調查局
1922年十月十一號，五十四歲的戴維森被調查局(聯邦調查局的前身)局長 威廉·J·伯恩斯 雇用為特別調查員。從那天開始，戴維森就成為聯邦調查局的第一個女探員。她在紐約市接受訓練，隨後被分發到華盛頓特區。當時她的起薪是每日七美元，出差時會再加給四美元。
當時為了打擊跨州的性奴買賣，調查局對雇用女探員來處理違反曼恩法案相關案件感到興趣。然而，因為她被認為是「非常秀氣」的女人，所以從未被分配到「粗重」的案子。再加上她在校修業時間只有幾年，因此要對犯罪起訴時，她能夠做的有限。在華盛頓的工作期間，她也和另外一位探員參與了一項關於私自販售司法部門機密情報給罪犯的案件。
1924年茶壺山醜聞案爆發，在約翰‧埃德加‧胡佛接任FBI代理局長之後，在華盛頓現場辦公室的特工主管向代理局長表示「並沒有特別要給女性探員的職務。」，胡佛因此要求她辭職。1924年6月10日，戴維森自行辭去探員一職。
在1920年代，只有三名女性取得探員資格 ，除了辭職的戴維森、1924年的Jessie B. Duckstein和1928年的Lenore Houston外，FBI在1929到1972年間都沒有女性探員的出現。

## 在流行文化中的形象
戴維森是第一位聯邦調查局女性探員的事跡曾在美國電視影集《風流007：夢想之地》的其中一集「盈凸月」中，由角色拉娜‧凱因提及。此外流行文化媒體「影音俱樂部」 也曾以這個例子來說明此影集喜歡引用鮮為人知的典故。